# Annona aurantiaca
Annona aurantiaca este o specie de plante angiosperme din genul Annona, familia Annonaceae, descrisă de João Barbosa Rodrigues. Conform Catalogue of Life specia Annona aurantiaca nu are subspecii cunoscute.